# The 1
"The 1" és una cançó de la cantant i compositora nord-americana Taylor Swift i la primera del seu vuitè àlbum d'estudi, Folklore (2020)."The 1" és una melodia de folk i rock suau amb elements de folk indie que sobreposa la veu conversacional de Taylor Swift en una producció de piano i percussió. En la lletra de la cançó, la narradora fa introspecció sobre un romanç fallit i detalla el moment en què va trobar un amor que mai va arribar a ser. La cançó va ser escrita conjuntament amb el seu productor Aaron Dessner', i publicada per Republic Records.

"The 1" va tenir una recepció generalment positiva per part de la crítica, que va parlar de la importància de la cançó com a pista inicial de l'àlbum i va elogiar-ne la composició i producció. Comercialment, la cançó va assolir la quarta posició en el Billboard Hot 100 i va rebre la certificació de platí de la Recording Industry Association of America. Taylor Swift va incloure "The 1" en la pel·lícula concert Folklore: The Long Pond Studio Sessions i en la seva gira The Eras Tour (2023-2024).

## Antecedents i producció
La cantant i compositora nord-americana Taylor Swift va començar a produïr el seu vuitè àlbum d'estudi, Folklore, durant els confinaments per la pandèmia de COVID-19 a principis de 2020. Va concrebre l'àlbum a partir d'un conjunt d'imatges mitopeiques, que es van anar formant en un conjunt de personatges ficticis com a resultat de la seva imaginació "desenfrenada" durant el confinament.
Per a la música de l'àlbum, Taylor Swift va col·laborar per primera vegada amb Aaron Dessner. La majoria de cançons en les que van col·laborar van començar a partir de les pistes instrumentals, però "The 1" va ser escrita i després produïda. Va ser una de les dúes últimes cançons de Folklore, conjuntament amb "Hoax". Aaron Dessner es pensava que l'àlbum ja estava acabat, quan Taylor Swift li va enviar un missatge de veu amb la lletra de "The 1" dies abans del llançament de l'àlbum. Aaron Dessner va descriure la producció de la cançó com "una de les últimes coses que van fer" per a Folklore.

## Música i lletres
"The 1" dura tres minuts i 30 segons. Va ser gravada per Aaron Dessner i Jonathan Low a Long Pond, a Hudson Valley. La veu va ser gravada per Laura Sisk al Kitty Committee Studio de Los Angeles. Aaron Dessner va proporcionar la gravació de la bateria i d'altres instruments, incloent guitarra elèctrica, guitarra acústica, mellotron, OP-1, piano i el baix sintetitzat. Altres músics en la cançó son Jason Treuting (percussió), Thomas Barlett (OP-1, sintetitzador) i Yuki Numata Resnick (viola, violí). Va ser meslat per Jonathan Low a Long Pond, i masteritzat per Randy Merrill a Sterling Sound a Nova York.
La cançó és una melodia de folk i soft rock, amb elements de indie folk. La producció comença amb un piano amb reverberació, qualifica per la crítica com a "optimista" i "suau". Incorpora una sèrie d'instruments de percussió, incloent tambors programats, cops de guitarra, i tocs de dits; aquests instruments aporten el que els crítics van considerar un ritme animat a la pista, i definint l'instrumentació d'aquesta cançó com a una de les més optimistes de Folklore.
"The 1" descriu la narradora recordant positivament una relació prèvia durant els seus vint anys. Explora com va trobar The 1, l'indicat, desitjant que haguessin pogut estar junts: It would've been fun, if you would've been the one" ("Hagués estat divertit, si haguéssis sigut l'indicat"). La lletra també aborda la contemplació lànguida de la narradora per a un romanç ideal: "You know, the greatest loves of all time are over now" ("Ja saps que els amors més grans de tots els temps ja s'han acabat"). El cant conversacional de Taylor Swift en aquesta cançó conté una redacció el·líptica i línies humorístiques en juxtaposició amb elements tristos.

## Llançament i rendiment comercial

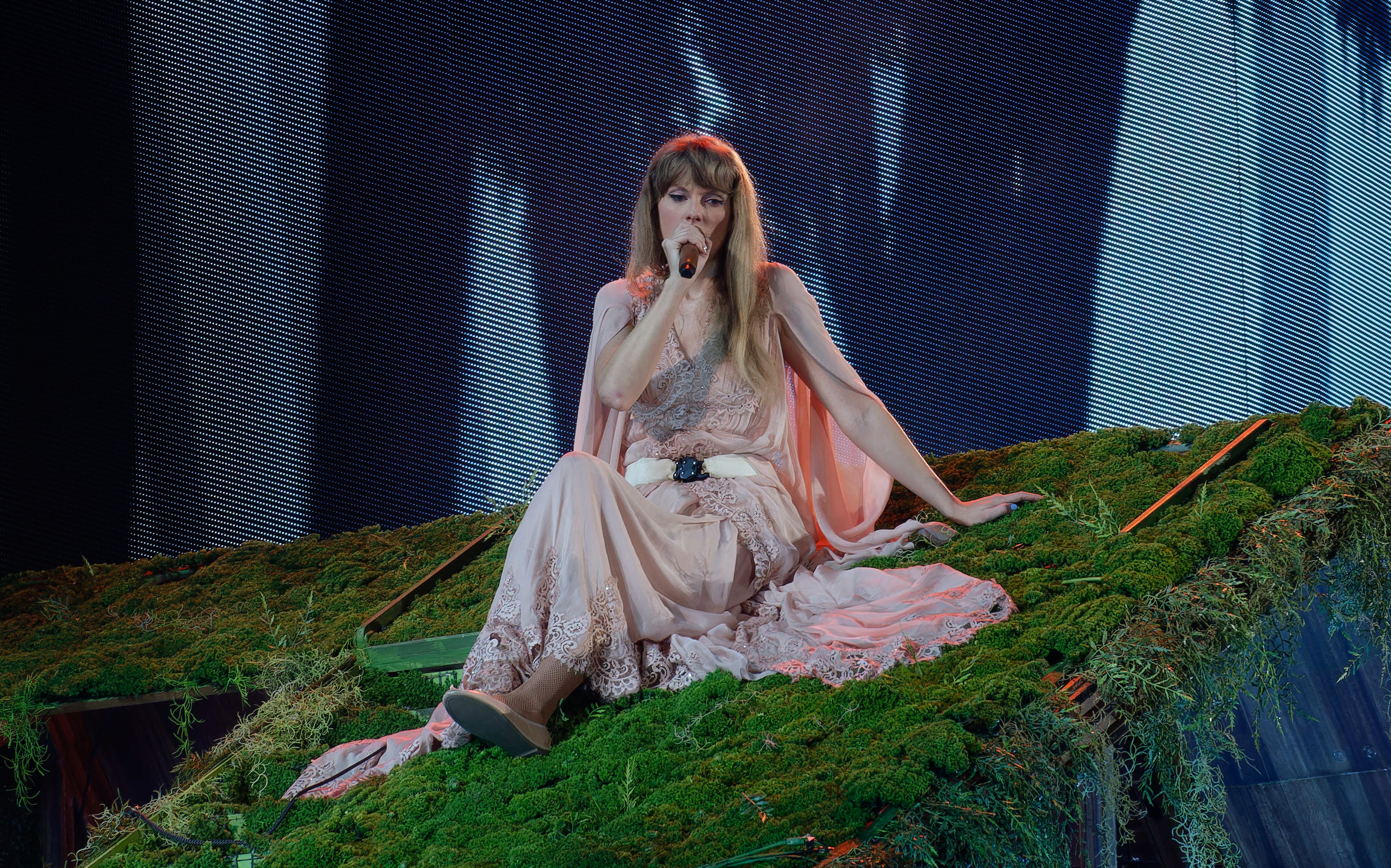
Taylor Swift interpretant "The 1" a The Eras Tour (2023-2024)

El 24 de Juliol de 2020, "The 1" es va llançar com a tema d'obertura de Folklore. El 25 de novembre del mateix any, Taylor Swift va gravar una interpretació simplificada de la cançó per el documental Folklore: The Long Pond Studio Sessions, de Disney+."The 1" es va afegir al repertori de la gira The Eras Tour el 3 de Març de 2024, en motiu de la separació de l'artista amb Joe Alwyn, i es va eliminar el 9 de maig per poder afegir les cançons del nou àlbum, The Tortured Poets Department. El 15 d'agost, Coldplay i Maggie Roggers van interpretar la cançó a l'Ernst Happel Stadion de Viena, Àustria, com a part de la gira mundial Music of the Spheres, dedicant-la com a homenatge als espectacles cancel·lats del Eras Tour després del descobriment de la planificació d'un atemptat terrorista a l'estadi a principis d'agost.
"The 1" va debutar assolint la 4 posició en el Billboard Hot 100, acompanyat de "cardigan" i "exile" a les posicions 1 i 6 respectivament. Això va convertir Taylor Swift en la primera artista a estrenar dues cançons en el top 4 i tres cançons en el top 6 al mateix temps. També es va situar en la segona posició a la llista dels Rolling Stone Top 100, darrere de "cardigan". La cançó va rebre una certificació de platí per part de la Recording Industry Association of America (RIAA). Al Billboard Global 200, "The 1" va aparèixer i assolir la posició 114 quan es va inaugurar la llista el 19 de setembre de 2020, nou setmanes després del llançament de l'àlbum.
Internacionalment, "The 1" va arribar al top 10 a Malàisia (5), Singapur (5), Canadà (7), Irlanda (7) i Nova Zelanda (7). A Austràlia, la cançó va assolir la quarta posició en la llista ARIA, que juntament amb la resta de cançons de Folklore va fer que Taylor Swift es convertís en l'artista amb més debuts a la llista en una setmana (16). La cançó va ser certificada doble platí per la Australian Recording Industry Association (ARIA). Al Regne Unit, la cançó va assolir la desena posició a la llista de singles del Regne Unit de l'OCC i  va augmentar a 16 el nombre de cançons de la Taylor Swift a arribar al top 10. Va rebre una certificació d'or de la British Phonographic Industry (BPI). A Brasil, la cançó va ser certificada doble platí per Pro-Música Brasil (PMB).

## Recepció crítica
"The 1" va rebre crítiques generalment positives. Allegra Frank, escrivint per Vox, va trobar la producció ballabme com el seus altres temes d'obertura d'àlbums, però "marcadament més lenta" en comparació. Escrivint per Business Insider, Callie Ahlgrim i Courtney Lacrossa van afirmar que era la millor cançó d'obertura de Taylor Swift des de "State of Grace", del seu àlbum Red (2012). John Wohlmacher de Beats per Minute va trobar qu ela cançó tenia una estructura i melodia vocal similar a "I Forgot That You Existed", la cançó d'obertura del seu àlbum Lover (2019), tot i que les seves estètiques eren força diferents entre si. Channing Freeman, de Sputnikmusic va escriure que la posició de la cançó dins de l'àlbum era perjudicial ja que la resta de Folklore segueix el mateix estil, i creia que això feia que la cançó fos una mica menys atractiva.

Ellen Johnson de Paste va descriure la lletra com "brillant, viva i de vegades divertida", però d'una manera més sofisticada en comparació amb les cançons anteriors de Taylor Swift.  Katie Moulton de Consequence va pensar que la cançó era de les primeres que l'artista no escrivia per formats de ràdio i va destacar la "voluntat de fer-se responsable i perdonar", que la distingeix d'altres temes de l'àlbum. Anna Leszkiewicz, de New Statesman, va trobar la lletra "melancòlica però refrescadament sense remordiment" i va creure que la cançó combinava la "nostàlgia romàntica amb una nova facilitat d'acceptació".
Alguns crítics es van mostrar més reservats en els seus elogis. Spencer Kornhaber de The Atlantic va dir que la cançó recordava al cantautor anglès Ed Sheeran i va sentir que la seva "solemnitat [era] forçada". Jason Lilshutz de Billboard va situar la cançó en l'onzena posició del seu rànking de folklore, i va dir que es mantenia simple durant la major part de la seva durada. Mikael Wood de Los Angeles Times va classificar la cançó com la pista més feble de l'àlbum, i creia que era "menys atrevida emocionalment" que la resta de cançons.